# Aleksandr Rogow
Aleksandr Siemionowicz Rogow (ros. Александр Семенович Рогов, ur. 15 września?/28 września 1901 we wsi Kazanino w powiecie daniłowskim, zm. 12 sierpnia 1992 w Moskwie) – radziecki generał pułkownik, zastępca szefa Głównego Zarządu Wywiadowczego (1959-1962).

## Życiorys
W 1912 ukończył szkołę w Daniłowie, a 1921 kursy karabinów maszynowych w Armawirze. W grudniu 1915 wcielony do rosyjskiej armii. Od 1919 w Armii Czerwonej, od 1920 w RKP(b). Uczestnik wojny domowej jako żołnierz 2 Dywizji Strzeleckiej, 1920 walczył na Kubaniu, 1921 w Dagestanie i Uwalu, 1922 brał udział w tłumieniu buntu w Karelii. VII 1919 - V 1921 pomocnik dowódcy plutonu, I 1922 - IX 1925 dowódca kompanii 33 pułku strzeleckiego. 1923-1924 na kursach dowódców Piotrogrodzkiego Okręgu Wojskowego, XI 1926 - XI 1930 dowódca batalionu, pomocnik dowódcy 33 pułku strzeleckiego 11 Leningradzkiej Dywizji Strzeleckiej, XI 1930 i IV 1932 zastępca szefa 5 Oddziału sztabu Leningradzkiego Okręgu Wojskowego. W latach 1932–1936 studiował na Wydziale Specjalnym Akademii Wojskowej im. Frunzego w Moskwie, następnie zajmował stanowiska w Sztabie Generalnym Armii Czerwonej: III 1936 - I 1937 szef oddziału mobilizacji 5 Wydziału ds. szkolenia kadr wywiadu, Zarządu Wydziału 2 (I 1937 - IX 1940), wicekonsul ZSRR w Harbinie (1936-1940), p.o. konsula (1939-1940), szef Oddziału 3 Wydziału 3 (IX 1940 - VI 1941), szef Oddziału 1 Wydziału 4 (VI 1941). Uczestnik II wojny światowej, XII 1941 - X 1942 szef RO sztabu 2 Armii Uderzeniowej Frontu Wołchowskiego, potem XII 1942 - X 1943 Frontu Południowo-Zachodniego, a X 1943 - VI 1945 3 Frontu Ukraińskiego. 25 IX 1943 mianowany generałem majorem. 1949 szef Zarządu Operacyjnego Wywiadu 2 Głównego Wydziału Sztabu Generalnego Sił Zbrojnych ZSRR, 1951 I zastępca szefa tego Zarządu, 1954-1958 attaché wojskowy przy Ambasadzie ZSRR w Wielkiej Brytanii, IV 1959 - III 1963 zastępca szefa GRU Sztabu Generalnego Sił Zbrojnych ZSRR. Od 18 II 1958 generał porucznik, od 27 IV 1962 generał pułkownik. 7 III 1963 na mocy decyzji Prezydium KC KPZR zwolniony z funkcji i zdegradowany do generała majora za „utratę czujności politycznej” (chodziło o sprawę Olega Pieńkowskiego).

## Odznaczenia
- Order Lenina (21 lutego 1945)
- Order Czerwonego Sztandaru (trzykrotnie)
- Order Kutuzowa I klasy
- Order Kutuzowa II klasy (19 marca 1944)
- Order Suworowa II klasy (luty 1945)
- Order Wojny Ojczyźnianej I klasy (1975)
- Order Czerwonej Gwiazdy (30 stycznia 1943)

I medale.